# Lobocraspeda latefascia
Lobocraspeda latefascia är en fjärilsart som beskrevs av Rothschild 1915. Lobocraspeda latefascia ingår i släktet Lobocraspeda och familjen mätare. Inga underarter finns listade i Catalogue of Life.